# مايك إنيز
مايك إنيز (بالإنجليزية: Mike Inez)‏ هو موسيقي أمريكي، ولد في 14 مايو 1966 في سان فيرناندو في الولايات المتحدة.

## وصلات خارجية
- مايك إنيز على موقع IMDb (الإنجليزية)
- مايك إنيز على موقع ميوزك برينز (الإنجليزية)
- مايك إنيز على موقع أول ميوزيك (الإنجليزية)
- مايك إنيز على موقع ديسكوغز (الإنجليزية)
- مايك إنيز على موقع قاعدة بيانات الفيلم (الإنجليزية)